# Тейлор, Энни Эдсон
Э́нни Э́дсон Те́йлор (англ. Annie Edson Taylor; 24 октября 1838, Оберн, Нью-Йорк, США — 29 апреля 1921, Локпорт, Нью-Йорк, США) — американская искательница приключений. 24 октября 1901 года, в свой 63-й день рождения, первой в мире преодолела Ниагарский водопад в деревянной бочке.

## Предыстория
Энни родилась 14 октября 1838 года в городке Оберн штата Нью-Йорк, в многодетной семье фермеров Меррика Эдсона (Merrick Edson) и Лукреции Уоринг (Lucretia Waring). Отец скончался, когда девочке было 12 лет. Получив начальное образование, девушка переехала в Олбани, где на одолженные деньги поступила на четырёхгодичные курсы школьной учительницы. Ещё во время учёбы она вышла замуж за Дэвида Тейлора (David Taylor), однако по воспоминаниям самой Энни брак оказался несчастливым и недолгим: их единственный ребёнок умер во младенчестве, а вскоре после этой утраты и сам муж скончался от ранений, полученных в ходе Гражданской войны.
Рано овдовев, Тейлор последующие тридцать с лишним лет провела в скитаниях, часто переезжая из одного города в другой и на новом месте устраиваясь на работу преподавателем — как правило, учителем танцев. Помимо США, она побывала на Кубе, в Мексике, совершила поездку в Европу. В опубликованной на склоне лет автобиографии Тейлор признаётся, что в жизни неоднократно сталкивалась с экстремальными ситуациями: её дважды пытались ограбить, она пережила катастрофическое наводнение в Чаттануге (1867) и разрушительное землетрясение в Чарлстоне (1886), а также несколько крупных пожаров. По мнению Тейлор, несмотря на нескончаемые переезды и смену работы, ей до поры до времени удавалось поддерживать приемлемый уровень жизни — отчасти, благодаря наследству и помощи родных. Однако к своим 62 годам она оказалась в ситуации, когда устроиться по специальности оказалось больше невозможно, а финансовые накопления отсутствовали (система социального страхования появилась в США только во время Великой депрессии). Оставалось только либо устроиться на низкооплачиваемую работу (например, уборщицей), либо попрошайничать. Ни один из этих вариантов женщину не устраивал.

## Ниагарский водопад

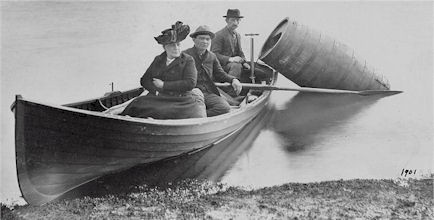
Перед заплывом выше водопада.

В 1901 году Тейлор снимала меблированные комнаты в мичиганском городе Бей-Сити, когда ей попалась на глаза реклама международной Панамериканской выставки, проходившей в эти дни в Буффало. Помимо прочего посетителям предлагалось посетить находящийся неподалёку Ниагарский водопад. Буквально на днях там был совершён очередной трюк: ремесленник Карлайл Грэм (Carlisle D. Graham), рекламируя свою новую бочку, уже в пятый раз прокатился внутри неё по порогам нижнего течения Ниагары, включая труднопроходимый водоворот на повороте реки.
Энни прибыла в расположенный у водопада город Ниагара-Фолс в августе того же года, уже имея в уме твёрдое намерение стать первым человеком, спустившимся по Ниагарскому водопаду в бочке, а заодно обеспечить себе средства на дальнейшую жизнь. Не желая до поры привлекать к себе внимание, женщина тайно обратилась к местному специалисту Джону Роженски (John Rozhenski) с просьбой, чтобы он изготовил ей бочку её собственной конструкции, используя дубовые клёпки и железные обручи. Перед основной работой женщина самостоятельно выбирала самые крепкие, по её мнению, доски. Готовое изделие имело высоту 4,5 фута (≈ 1,4 м.) и весило 160 фунтов (≈ 73 кг). После того как бочка была готова, женщина занялась поиском промоутера, который помог бы ей организовать мероприятие с привлечением большого количества зрителей. Она имела слабое представление, каким образом её авантюра может принести финансовую выгоду; возможно, думала она, восхищённые героическим поступком посетители добровольно будут предлагать ей пожертвования. После нескольких безуспешных попыток контракт был подписан с мелким предпринимателем Фрэнком Расселом (Frank M. Russell), который разместил рекламные проспекты в местных дешёвых музеях (бизнесмены не без оснований полагали, что речь с большой долей вероятности идёт либо о розыгрыше, либо о самоубийстве).

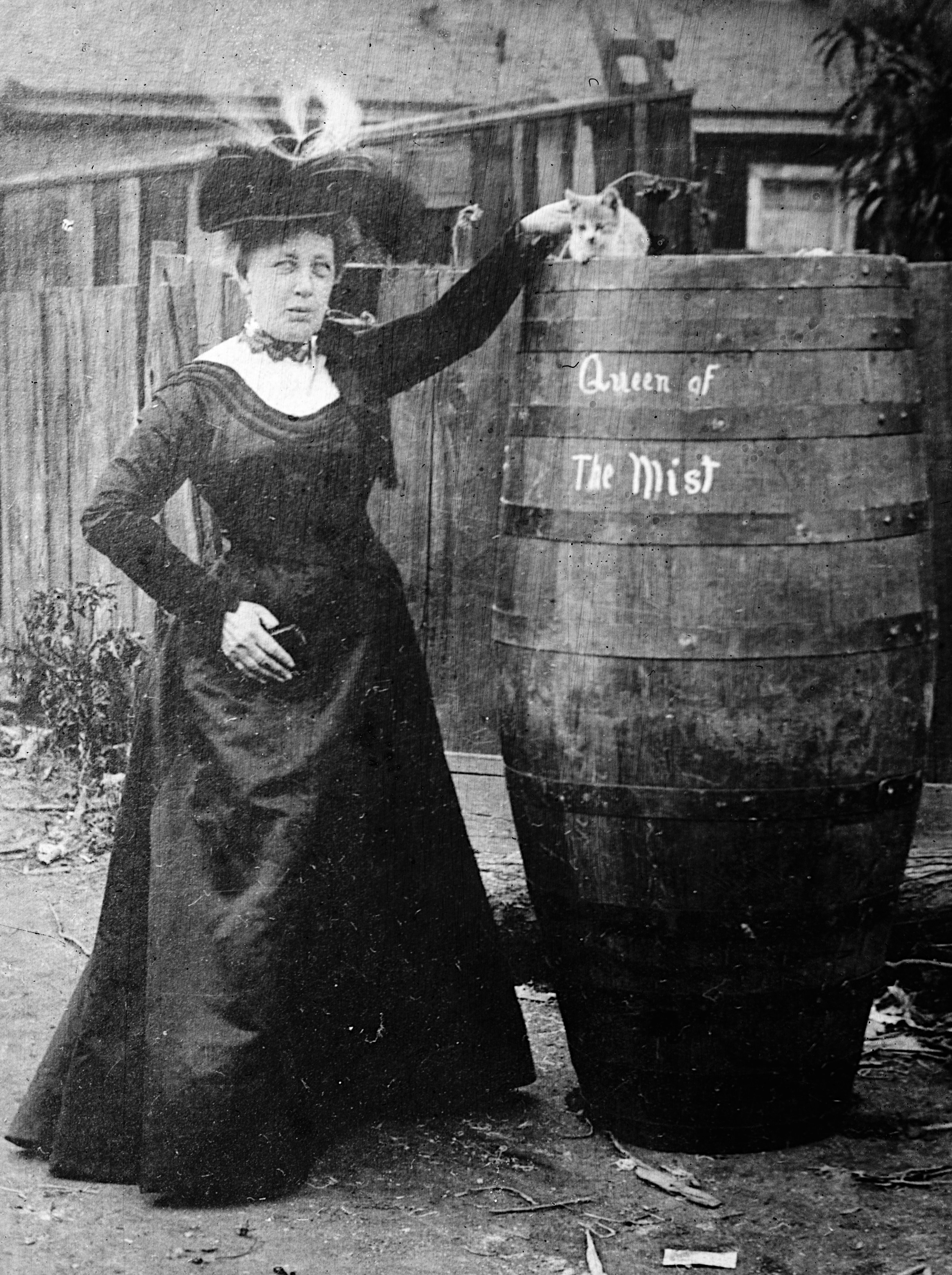
Энни Тейлор позирует вместе с кошкой в день заплыва.

Демонстрация спуска должна была состояться в воскресенье, 13 октября. «Это 42-летняя вдова, умная и безрассудно храбрая. Она совершила восхождение в Альпах, делала рискованные заплывы и исследовала дикие, неизведанные страны», — призывала на шоу статья в местной газете. На самом деле Тейлор была на 20 лет старше и вовсе не обладала атлетическим телосложением, свойственным авантюристам. Несмотря на большое скопление зрителей и прессы, заплыв в этот день не состоялся — как заявил Рассел, не были вовремя подготовлены фотографии Энни для продажи всем желающим. Тем не менее Тейлор настаивала, что она не ищет «дурной славы» и не из тех, кто даёт обещание и не выполняет его. Более того, она позиционировала себя как образованную и религиозную даму, воспитанную в духе викторианских моральных принципов.
Спустя пять дней после изначально запланированного мероприятия его организаторы всё же решили испытать бочку, к тому времени получившую название «Королева тумана» (англ. Queen of the Mist), на прочность. Была изготовлено ещё одно аналогичное изделие, внутрь которого поместили кошку. Вопреки циркулировавшим в то время слухам, животное выжило, не получив ни царапины, и позже позировало фотографам вместе с хозяйкой. Перенесённый на 23 октября заплыв снова не состоялся, на этот раз из-за сильного ветра. Кроме того, владельцы местных кабаков опасались скандала с участием известной антиалкогольной активистки Кэрри Нейшн, аккурат в эти дни прибывшей в Ниагара-Фолс из Буффало.

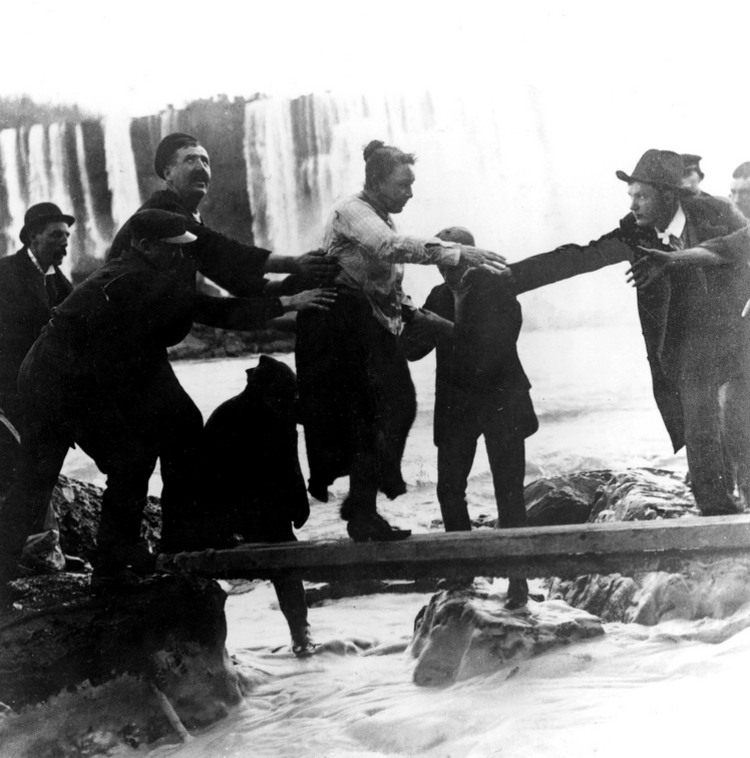
Спасатели помогают женщине выйти на берег.

Финальный спуск через водопад состоялся 24 октября 1901 года, в 63-й день рождения Тейлор. К этому времени некоторые газеты уже были уверены, что разрекламированное шоу является своего рода розыгрышем и никакого мероприятия на самом деле не будет. После запланированной фотосессии лодка с пожилой женщиной и её временным убежищем была отбуксирована вдоль канадского берега к югу от Козьего острова в полутора милях выше водопада, где были сделаны последние приготовления. Толстый матрас и подушки (одна большая и две маленькие) предохраняли тело от ударов, ремни из вожжей и наковальня между ног фиксировали тело в вертикальном положении. Перед тем, как заткнуть последнее из трёх просверленных отверстий пробкой, бочку дополнительно накачали воздухом велосипедным насосом. Уже находясь в воде Тейлор пожаловалась на течь, однако предотвратить её было поздно и организаторы выразили надежду, что женщина окажется на свободе прежде, чем бочка наполнится водой.
Ощущения Тейлор во время путешествия были в дальнейшем подробно изложены ею в брошюрах, которые она распространяла возле водопада. Ещё не достигнув водопада, бочка зацепилась за корягу, перевернулась и на какое-то время затонула. Путешествие по реке продолжалось около 18 минут, прежде чем бочка достигла обрыва, за это время её постоянно трясло и бросало из стороны в сторону. После падения с 53-метровой высоты она вновь надолго скрылась из виду, и прошло ещё около 17 минут прежде, чем зрители вздохнули с облегчением, увидев её на поверхности реки. Вскоре бочку выловили, потянув за привязанную к ней верёвку. К удивлению спасателей, героиня происшествия оказалась жива, хотя получила небольшую рану на голове и не могла самостоятельно выбраться из своего убежища. Перед тем, как покинуть водопад, она с трудом смогла произнести несколько слов окружившим её журналистам:

До последнего вздоха я буду отговаривать других от такого подвига… Я лучше залезу в жерло пушки, готовой разорвать меня на части, чем ещё раз спущусь по водопаду.
Оригинальный текст (англ.)If it was with my dying breath, I would caution anyone against attempting the feat... I would sooner walk up to the mouth of a cannon, knowing it was going to blow me to pieces than make another trip over the Fall.
— Berton, 2009, p.270

## Дальнейшая судьба

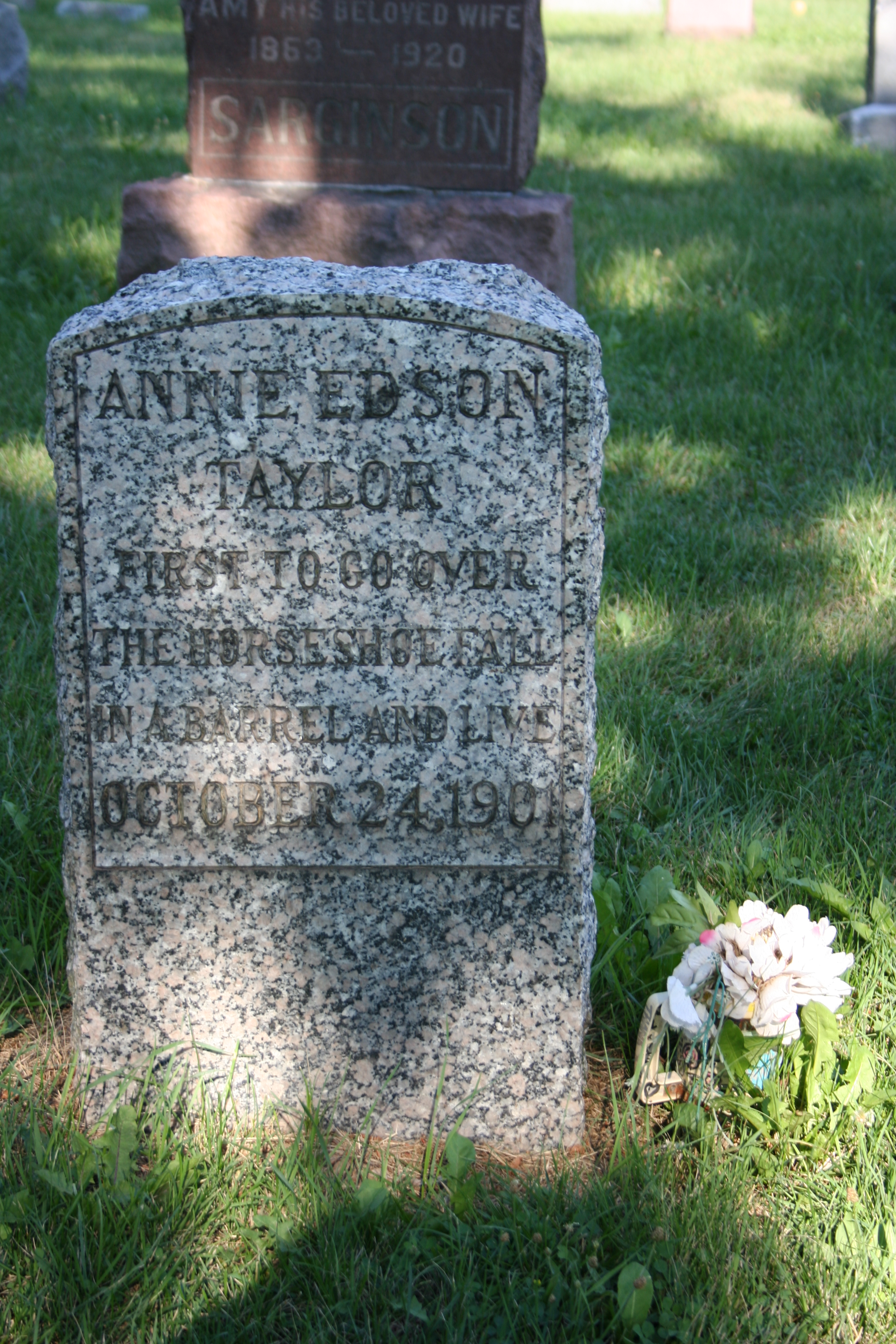
Надгробие Энни Эдсон Тейлор на кладбище в городе Ниагара-Фолс.

В последующие годы жизни Энни стремилась разбогатеть, пользуясь свалившейся на неё славой, однако всякий раз доходы едва покрывали расходы. Двести долларов, вырученные за посещение Панамериканской выставки в качестве почётного гостя, были потрачены на оплату помощников. От приглашения выступить в нью-йоркском музее Хубера с гонораром в пятьсот долларов пришлось отказаться — Тейлор не желала связываться с сомнительными, по её мнению, заведениями. Женщине удалось заработать немного денег, путешествуя вместе со своей бочкой и кошкой по городам Америки, где она рекламировала товары в витринах магазинов: в Сагино, Детройте, Сандаски, Кливленде и Цинциннати. Изначально небольшой доход принесли изданные ей брошюры с описанием своих приключений, но это начинание в конечном счёте оказалось убыточным. В какой-то момент Энни оказалась на грани банкротства, и промоутер Энни Фрэнк Рассел сбежал от неё, прихватив с собой ставшую знаменитой бочку. Практически весь свой заработок Энни потратила на частных детективов, которые разыскали Рассела в Чикаго и вернули ей имущество. Энни наняла нового управляющего Уильяма Бэнка, но и он исчез — не только вместе с бочкой, но и с готовыми к продаже печатными изданиями и фотографиями. Более того, Бэнк нашёл другую, внешне более подходящую для сорвиголовы женщину, и стал выдавать её за Энни Тейлор.
Не найдя способ заработать на стороне, Тейлор вернулась в Ниагара-Фолс, где о ней уже начали подзабывать. Там она нашла место у входа в кафе, где торговала сувенирными открытками и заново написанной автобиографией, фотографировалась с туристами. Спустя пять лет после своего приключения Энни вновь стала поговаривать о возможности ещё одного прыжка в водопад, чтобы заработать денег для своих друзей. Этим планам не суждено было сбыться, в том числе из-за нового, случившегося на Ниагаре, происшествия. Бобби Лич, 47-летний ресторатор и заядлый пьяница, повторил трюк Энни Тейлор 25 июля 1911 года, спустившись по водопаду в стальной бочке. Для Тейлор её поступок, который она сравнивала с подвигом, потерял свой романтизм. На склоне лет Энни, к тому времени частично потерявшая зрение, объявила себя предсказательницей и предлагала местным жителям лечение с помощью электричества и магнетизма.
Незадолго до смерти женщину поместили в лечебницу для бедных, где она скончалась 29 апреля 1921 года, на 83-м году жизни. Энни Эдсон Тейлор похоронили на кладбище Оквуд в Ниагара-Фолс, на так называемом «участке каскадёров» — месте, где нашли своё пристанище многие состоявшиеся и несостоявшиеся покорители Ниагарского водопада.